# Microserica variicornis
Microserica variicornis är en skalbaggsart som beskrevs av Moser 1922. Microserica variicornis ingår i släktet Microserica och familjen Melolonthidae. Inga underarter finns listade i Catalogue of Life.